# Ulisse Cantagalli
Ulisse Cantagalli (Firenze, 18 giugno 1839 – Il Cairo, 29 marzo 1901) è stato un pittore e ceramista italiano.

## Biografia
Ulisse Cantagalli nacque in una famiglia storica di ceramisti, le cui origini lavoratrici risalgono alla fine del XV secolo, e proseguirono alla fine del XVII secolo con la costruzione di una fornace, grazie alla quale intensificarono la loro produzione, anche con esportazioni all'estero.
Ulisse, nacque da Giuseppe e da Flavia Franceschi, e già dal 1872 diresse l'attività famigliare.
Ulisse fu uno studioso di tutte le tecniche dell'antica maiolica, inoltre viaggiò molto anche all'estero per conoscere le più importanti manifatture e cercare contatti con importanti ceramologhi, come il C.D.E. Fortnum, il J.Lessing, il W. von Bode e il H.Wallis.
In poco più di un decennio si specializzò in manifatture di maioliche d'arte esponendo in varie mostre in Italia e all'estero ottenendo riconoscimenti e notorietà.
Alla esposizione industriale di Milano del 1881 la sua ditta si dimostrò fra le più apprezzate per la fabbricazione di maioliche da ornamento, ottennendo la medaglia d'oro sia per la qualità stilistica sia per i prezzi molto economici.
Altre onorificenze ebbe in seguito alle mostre di Anversa, Parigi e Londra.
Fra i lavori della manifattura di Cantagalli si possono menzionare le decorazioni in stile robbiano del palazzo della Cassa di risparmio di Pistoia, i fregi e le finestre dell'istituto E. Bona di Biella, i rivestimenti in mattonelle di tipo persiano nelle sale del palazzo delle poste e telegrafi di Firenze, le nuove pavimentazioni degli appartamenti Borgia in Vaticano e della sala di Caino e Abele in palazzo Pitti a Firenze e del palazzo del viceré a Il Cairo.
La sua produzione si caratterizzò per l'influenza delle maioliche antiche di Gubbio, Urbino, Faenza, Cafaggiolo, Savona; inoltre si ispirò a ceramiche ispano-arabe e persiane, applicando dorature e lustri metallici.
Ulisse morì il 29 marzo 1901 a Il Cairo, dove si era recato sia per motivi di salute sia per rivestire di maiolica alcune sale del palazzo del viceré.

## Opere
- Palazzo della Cassa di risparmio di Pistoia;
- Istituto E. Bona di Biella;
- Palazzo delle poste e telegrafi di Firenze;
- Appartamenti Borgia in Vaticano;
- Sala di Caino e Abele in palazzo Pitti a Firenze;
- Palazzo del viceré a Il Cairo.